# Białostockie Zakłady Graficzne
B.Z.Graf (Białostockie Zakłady Graficzne w Białymstoku) – drukarnia działa od sierpnia 1944, jako Białostockie Zakłady Graficzne od 1951. Początkowo funkcjonowała jako przedsiębiorstwo państwowe, następnie jako spółka akcyjna, obecnie należy do Grupy Kapitałowej Kompap.

## Historia

### Początki
Drukarstwo białostockie sięga XVI–XVIII w. W Białymstoku pierwsze drukarnie powstały w 1798 roku, kiedy to Białystok po III rozbiorze stał się centrum obwodu rejencyjnego państwa pruskiego. W okresie tym wychodzi pierwsze periodyczne pismo w języku polskim „Nowo Wschodnich Prus Doniesienia”, wydawane dwa razy w tygodniu przez władze pruskie. W 1903 roku wychodzi dziennik lokalny w języku rosyjskim „Biełostockij Wiestnik”. Jego wydawcą i redaktorem był miejscowy dziennikarz Fiodor Wasilewicz Wasiljew. W pierwszej dekadzie XX wieku wychodzą także inne gazety w języku rosyjskim. W 1909 roku powstaje Białostockie Towarzystwo Wydawnicze, które od 1 stycznia 1910 roku wydaje czasopismo „Biełostockaja Gazieta”. Pierwsze legalne pismo polskie w Białymstoku to „Gazeta Białostocka”, wychodząca od 1 grudnia 1912 roku do 15 lipca 1915 z roczną przerwą. Po odzyskaniu niepodległości następuje szybki rozwój czasopiśmiennictwa. Liczba drukarń wzrasta z 7 w 1905 r. do 17 w 1919.

### II wojna światowa
23 września 1939 roku Białystok znalazł się w strefie administrowanej przez Związek Radziecki. 18 małych zakładów drukarskich połączono w jeden kombinat „Biełgodruk”. Po zajęciu Białegostoku w czerwcu 1941 roku przez hitlerowców została spalona drukarnia wybudowana przez władze radzieckie. Okupanci uruchomili byłą drukarnię sztabu wojsk radzieckich przy ul. Mickiewicza 5, drukarnię Prużańskiego przy ul. Lipowej oraz drukarnię przy ul. Kupieckiej, gdzie było drukowane m.in. „Echo Białostockie”. 27 lipca 1944 roku Białystok został wyzwolony przez Wojska Rosyjskie i LWP. Już 1 sierpnia tegoż roku na ręcznej prasie w drukarni przy ul. Brukowej, zwanej potocznie „koperciarnią” wychodzą pierwsze druki: „Wolna Polska”, odezwa PKWN, pierwszy numer „Wiadomości Radiowych”. W listopadzie 1944 roku wydano jednodniówkę „Jedność Narodowa” poświęconą reformie rolnej. Pierwszy numer tygodnika „Jedność Narodowa” ukazał się 3 grudnia 1944 roku.

### Lata powojenne
Od maja 1945 r. „Jedność Narodowa” ukazywała się dwa razy w tygodniu, a od lipca, trzy razy w tygodniu. 5 sierpnia 1945 roku w Monitorze Polskim ukazało się orzeczenie następującej treści: „Drukarnia Białystok, ul. Stalina 16 (obecnie Lipowa) położona w Białymstoku przy ul. Malmeda 1 (dawna Kupiecka) (róg Stalina 16) stanowiąca własność byłego niemieckiego wydawnictwa Sturmwerlag Bialystokier Zeitung przeszła na własność państwa”. Drukarnia przy ul. Brukowej pracowała do listopada 1949. W listopadzie 1949 roku uruchomiono produkcję w części parterowej obudowanej drukarni przy ul. Malmeda. Lata 1944–52 to pierwszy okres rozwoju BZGraf. 
1 stycznia 1951 roku wychodzi Zarządzenie nr 176 Ministra Przemysłu Lekkiego w sprawie utworzenia przedsiębiorstwa państwowego pod nazwą Białostockie Zakłady Graficzne. Pierwszym dyrektorem został Roman Baranowski. 1 września 1951 roku wychodzi pierwszy numer „Gazety Białostockiej”, organu Komitetu Wojewódzkiego PZPR. W 1953 ukazuje się „Niwa”, gazeta w języku białoruskim.
W 1967 roku zapada decyzja budowy nowej drukarni przy ul. 1000 lecia Państwa Polskiego. Projekt wykonało Biuro Projektów i Studiów Przemysłu Poligraficznego „Grafprojekt”. Uroczyste otwarcie nastąpiło 20 lipca 1971.
Zakład świadczy pełny zakres usług poligraficznych: druk książek, czasopism, gazet, akcydensów. W międzyczasie „Gazeta Białostocka” zmieniła nazwę na „Gazeta Współczesna”. Drukowano też inne tytuły: „Kontrasty”, białoruska „Niwa”, litewska „Ausra”, tygodniki zakładowe „Fasty” i „Rytm Pracy”, tygodnik katolicki „Ład”, biuletyn „Solidarność” oraz dwutygodnik „Człowiek i Miasto”. W latach osiemdziesiątych powstały dwa nowe tytuły – popołudniówka „Kurier Podlaski” i dziennik „Kurier Poranny”.
Szybkie zmiany technologiczne doprowadziły do likwidacji działu Gazetowego, działu Typografii, przestał istnieć wydział „L”. Znikają zawody zecer, linotypista, a takie terminy jak czcionka drukarska, linotyp, stereotypia przeszły do historii.
Obecnie drukarnia oferuje usługi poligraficzne w zakresie druku i opraw introligatorskich (zeszytowa, twarda i zintegrowana). W szerokim portfolio znajdują się książki czarno-białe i wielobarwne, czasopisma, kalendarze, druki reklamowe, akcydensy i inne. Produkcja dziełowa to podręczniki, słowniki, encyklopedie, albumy, książki beletrystyczne, poradniki, przewodniki, książki dla dzieci.
B.Z.Graf aktem notarialnym z dnia 10.12.1999 zostało przekształcone w jednoosobową spółkę akcyjną Skarbu Państwa. Od 1 stycznia 2000 roku działało pod nazwą Białostockie Zakłady Graficzne S.A.
19 listopada 2009 roku w Białostockich Zakładach Graficznych S.A. miało miejsce uroczyste spotkanie z okazji jubileuszu 65-lecia istnienia drukarni połączone z oficjalnym przekazaniem do użytku offsetowej pełnoformatowej arkuszowej maszyny drukującej Heidelberg Speedmaster SM 102-8-P5 z odwracaniem, modułów systemu zarządzania produkcją Prinect oraz przygotowalni cyfrowej opartej o pełnoformatową naświetlarkę termiczną CtP, Heidelberg Suprasetter H105. 
19 kwietnia 2011 roku podpisano umowę sprzedaży akcji spółki stanowiących 85% kapitału zakładowego na rzecz OZGraf Olsztyńskie Zakłady Graficzne S.A. z siedzibą w Olsztynie, w których 85% akcji w kapitale zakładowym posiada Przedsiębiorstwo Produkcyjno-Handlowe „KOMPAP” S.A z siedzibą w Kwidzynie.
We wrześniu 2014 r. Białostockie Zakłady Graficzne obchodziły Jubileusz 70-lecia istnienia zakładu. Z tej okazji ukazało się specjalne wydanie "Drukarza Białostockiego".

## Nagrody i wyróżnienia

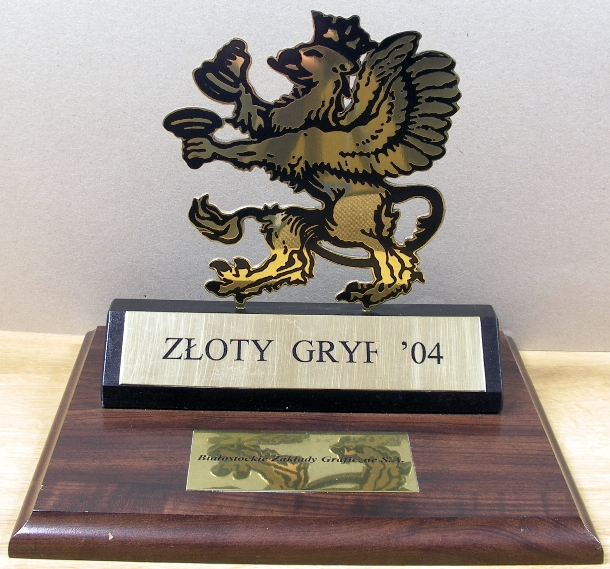
Złoty Gryf

- nagroda IKAR’98 za wysoką jakość produkcji dziełowej przyznawaną przez Kapitułę Nagrody Sezonu Wydawniczo-Księgarskiego – wrzesień 1998,
- nagrody w konkursach „Najpiękniejsze Książki Roku” – przyznawaną przez Polskie Towarzystwo Wydawców Książek,
- Medal Europejski przyznany przez Komitet Integracji Europejskiej i Business Centre Club; komisja wyróżnia wyroby i usługi, które swoim standardem nie odbiegają od poziomu europejskiego,
- Złote Gryfy (2001, 2003, 2004, 2010) – za zajęcie I miejsc w różnych kategoriach w konkursie Polskiej Izby Druku,
- Diamentowy Gryf 2004 – za wybitne osiągnięcia w produkcji poligraficznej najwyższej jakości,
- tytuł partnera roku 2004 – przyznany przez Michael Huber Polska w dowód uznania i wdzięczności za partnerską współpracę w roku 2004,
- Fundacja Rozwoju Kadr Poligraficznych przyznała Białostockim Zakładom Graficznym Certyfikat Nr 0012 i tytuł Sponsora Fundacji Rozwoju Kadr Poligraficznych – Łódź, 2005 rok.
- Złoty Gryf 2010 za zajęcie I miejsca w kategorii „Produkt jedno lub dwubarwny w oprawie złożonej” za tytuł „Architektura Przyroda Województwa Podlaskiego w rysunkach Władysława Pietruka” w konkursie Polskiej Izby Druku.
- Trzecie miejsce w Rankingu drukarń „Magazynu Literackiego KSIĄŻKI” w 2013 roku.
- Trzecie miejsce w XII Rankingu Polskich Drukarń Dziełowych 2012/2013 magazynu Wydawca
- Trzecie miejsce w pierwszej części XIII Rankingu Polskich Drukarń Dziełowych – „Wydawcy wybierają drukarnie” 2013/2014
- Pierwsze miejsce w pierwszej części XIV Rankingu Polskich Drukarń Dziełowych – „Wydawcy wybierają drukarnie” 2014/2015
- Pierwsze miejsce w XIV Rankingu Polskich Drukarń Dziełowych 2014/2015 magazynu Wydawca

## Profil działalności i wyposażenie

### Oferta i stosowane technologie
Produkcja czasopism i magazynów, książek, katalogów branżowych oraz broszur, folderów, plakatów, ulotek. Oprawa zeszytowa, miękka klejona. Uszlachetnianie foliami mat, błysk, lakierem UV. Wklejanie płyt CD, DVD, insertowanie, pakowanie jednostkowe, etykietowanie, personalizacja, własny transport.

### Wyposażenie drukarni
CtP B1 Kodak, Heidelberg Spedmaster B1 8 kol., Komori Lithrone B2+ 4 kol., linia zbierająco-klejąca Müller Martini, linia zbierająco-szyjąca Müller Martini, Horizon, falcerki: Heidelberg, Stahl, foliarki, trójnóż, krajarka, maszyna laminująca, maszyna sztancująca, inne.

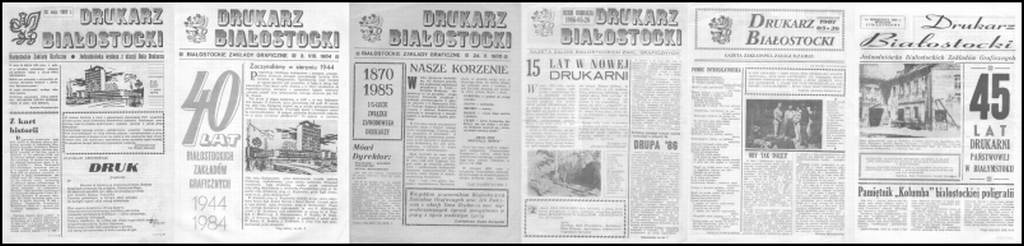
Drukarz białostocki